# Florian Łubieński
Florian Łubieński herbu Pomian (ur. ok. 1705, zm. 28 września 1760). Syn Macieja i Marianny Stokowskiej, brat Władysława Aleksandra, dziad Feliksa.
Był cześnikiem Piotrkowa, stolnikiem Rawy od 1735, później został pisarzem grodzkim od 1736. W Sieradzu był podstarościm i sędzią grodzkim od 1739, od roku 1744 był chorążym Piotrkowa. Pełnił funkcje będąc: pisarzem ziemskim od 1746 oraz starostą Kruszwicy od 1760. Pod koniec życia został wojewodą poznańskim. Urząd swój pełnił od 20 czerwca 1760.
Był dwa razy żonaty. Ok. 1730 Poślubił Bogumiłę Walewską z którą miał trzy córki, Kunegundę, Magdalenę i Małgorzatę, oraz syna Celestyna szambelana królewskiego (zm. 1759). Następnie po jej śmierci, w 1751 zawarł małżeństwo z wdową po Stefanie Trembińskim, Marianną z Wilkowskich.